# Adslevs kyrka
Adslevs kyrka (danska: Adslev Kirke) är en kyrka som ligger i Skanderborgs kommun (tidigare Hjelmslevs härad, Skanderborgs amt) på Jylland i västra Danmark.

## Kyrkobyggnaden
Kyrkan byggdes på 1100-talet. Under senare delen av 1400-talet försågs kyrkorummets innertak med valv. Under samma århundrade tillkom vapenhuset och tornet. 1863 byggdes vapenhuset om och 1925 byggdes tornet om.

## Inventarier
- Dopfunten av granit är samtida med kyrkan.
- Nuvarande predikstol är från 1855.
- Nuvarande orgel med tio stämmor installerades år 2000.

## Externa länka r
- Kyrkans historik
- Wikimedia Commons har media som rör Adslev kyrka.